# Rijksbeschermd gezicht Mallemse Molen
Gezicht Mallemse Molen is een van rijkswege beschermd dorpsgezicht rondom de De Mallumsche Molen in Eibergen in de Nederlandse provincie Gelderland. De procedure voor aanwijzing werd gestart op 6 februari 1969. Het gebied werd op 11 september 1972 definitief aangewezen. Het beschermd gezicht beslaat een oppervlakte van 6,2 hectare.
Panden die binnen een beschermd gezicht vallen krijgen niet automatisch de status van beschermd monument. Wel zal de gemeente het bestemmingsplan aanpassen om nieuwe ontwikkelingen in het gebied te reguleren. De gezichtsbescherming richt zich op de stedenbouwkundige en cultuurhistorische waardering van een gebied en wil het toekomstig functioneren daarvan veiligstellen.